# JR四国6000系電車
6000系電車（6000けいでんしゃ）は、1996年（平成8年）4月26日に営業運転を開始した四国旅客鉄道（JR四国）の直流近郊形電車。

## 概要
本四備讃線（瀬戸大橋線）などで運用されていた111系の置き換え目的に、3両編成×2本の計6両が1995年（平成7年）に日本車輌製造で製造された。
製造・保守のコスト低減を企図し、外部構造や主要機器の多くは他系列と部品が共通化されている。

## 車両概説

### 車体
211系・213系などと同一の車体断面で構成されたステンレス製の軽量構体で、前面はFRP製である。正面窓周囲の黒色処理、大型の助士席側正面窓は213系電車と同一の構成で、2連窓を主とした側窓配置はJR東海の311系に類似する。屋根は架線からの電気絶縁材として、ウレタン系塗装屋根材で覆っている。
無人駅が多数存在することなど運用線区の実態に鑑み、列車の最前部および最後部から容易に車掌が車外に出入りできるように運転台背後の空間を拡大している。また、編成中間のT車（6200形）には車掌コーナーが設けられ、1両を締め切って2両のみドア開閉を行う戸閉締切切り替えスイッチを設けることで短いホームでも客扱いが可能となっている。
客用扉は片側3か所に設け、編成端部の扉以外は1300 mm幅の両開き扉である。運転台直後の客用扉のみ950 mm幅の片開き扉として運転台側の戸袋をなくしている。扉隣接部には半自動扱時のドア開閉ボタンを装備する。
外部塗色はステンレス地肌の無塗装で、正面 - 側面窓下位置に ライトブルー＋白色＋赤色 の3色帯を配する。落成時には先頭車側面に「SERIES 6000 JR四国」 先頭部運転席窓下に「JR SHIKOKU SERIES 6000」のロゴマークを配していた。後者は香川県のオリーブの黄緑色、愛媛県のミカンのオレンジ色、徳島県の鳴門のうずしおの水色、高知県の四万十川の川面の緑色といった四国四県のイメージカラーの円の中に四国地方を形どったものであった。

### 主要機器
制御装置は大容量GTOサイリスタを用いたVVVFインバータを搭載し、8000系との部品共通化を図っている。制御単位は、個々の主電動機を個別に制御する 1C1M 方式である。
主電動機は かご形三相誘導電動機 S-MT62 形（160 kW）を6000形に搭載する。
補助電源装置は、昇降圧チョッパ方式DC/DCコンバータと三相電圧式インバータで構成された静止形インバータ (SIV) である。定格容量は150 kVAであり、8000系と共通の仕様である。
空気圧縮機は、三相誘導電動機による駆動方式を採用した SMH3093-TC2000 を採用する。2000 ccクラスを1基搭載し、供給能力は4両である。
パンタグラフは7000系と同一の S-PS58 を採用し、離線によるアーク発生や停電による室内灯消灯を防止するため、6000形（Mc）に2基を搭載する。すり板はカーボン製とし、摩耗防止効果を狙っている。また、四国域内の電化区間に狭小トンネルが存在するため、集電装置自体の最低作用高さを可能な限り低く設定し、かつ、車体の集電装置取付部屋根高さを下げた「低屋根構造」としている。
台車は7000系と同一の台車枠、円錐積層ゴムによる軸箱支持装置、輪軸を採用したボルスタレス台車 S-DT62（動力台車）および S-TR62（付随台車）である。牽引装置は1本リンク式とし、波打一体圧延車輪による軽量化や修正円弧踏面形状による乗り心地改善と踏面摩耗防止を図っている。基礎ブレーキ装置は動力台車がユニットブレーキ、付随台車がディスクブレーキと踏面ブレーキの併用である。
駆動装置は、7000系と同様の歯車箱およびTD継手を採用する。
ブレーキ方式は回生ブレーキ併用電気指令式空気ブレーキを搭載し、6000形（Mc）は回生ブレーキと空気ブレーキの協調を行う。回生ブレーキの失効時には自動で空気ブレーキに切替を行う方式である。
7000系と連結して協調運転を行うことから自動解結式の密着連結器と電気連結器を備え、6000形（Mc）運転台側を除いて三相用電気連結器も装備している。
冷房装置は各車の屋根上に集中式 S-AU58 形1基を搭載する。

### 車内
汚損のしにくさと清掃のしやすさを両立すべく、耐シガレット性の2色床敷物とメラミン樹脂性化粧板を採用した。
座席は転換クロスシートを採用した。座席配置は扉間が隣接部のみ固定式とした2人掛6脚の2列配置、車端部が4人掛ボックス席となっている。客用扉の鴨居部にはLED式の車内案内表示器を設ける。
瀬戸大橋上での運転抑止・乗降不可能を想定し、トイレを6200形の高松方に設置している。四国の地域性を理由に和式が採用された。
中間車の6200形（T）には、放送装置や車掌スイッチなどの車掌用設備を装備した業務用空間「車掌コーナー」を車端部に設ける。主に無人駅での車掌による集札業務で使用するもので、白字で『乗務員室』と表記された半透明の仕切板で区画され、扉のない半開放空間である。座席は設けられず、車掌は立った状態で使用する。
バリアフリー対応として、各車の客用扉にドアチャイムを装備し、6200形の松山方に車椅子スペースを設ける。

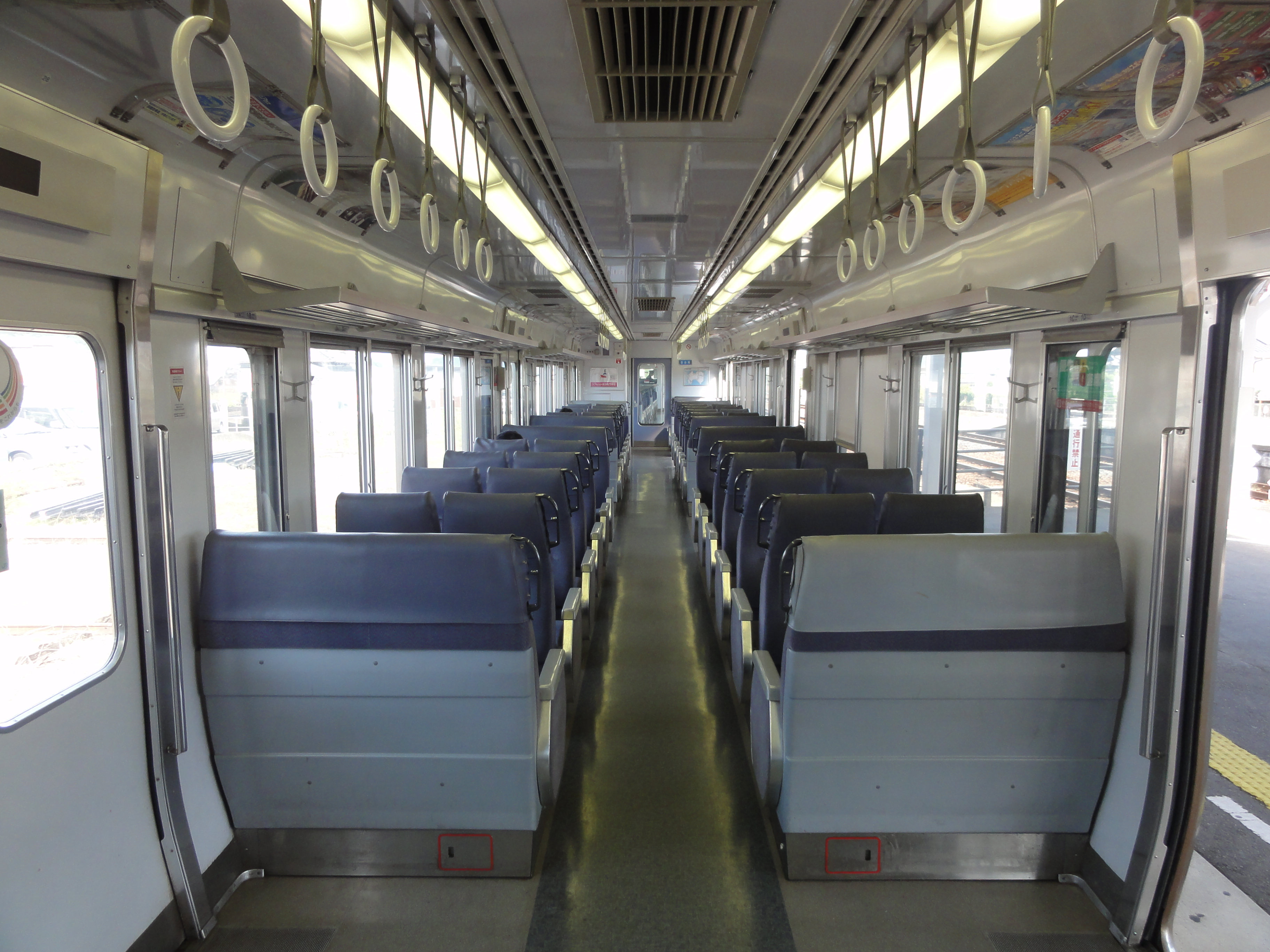
車内
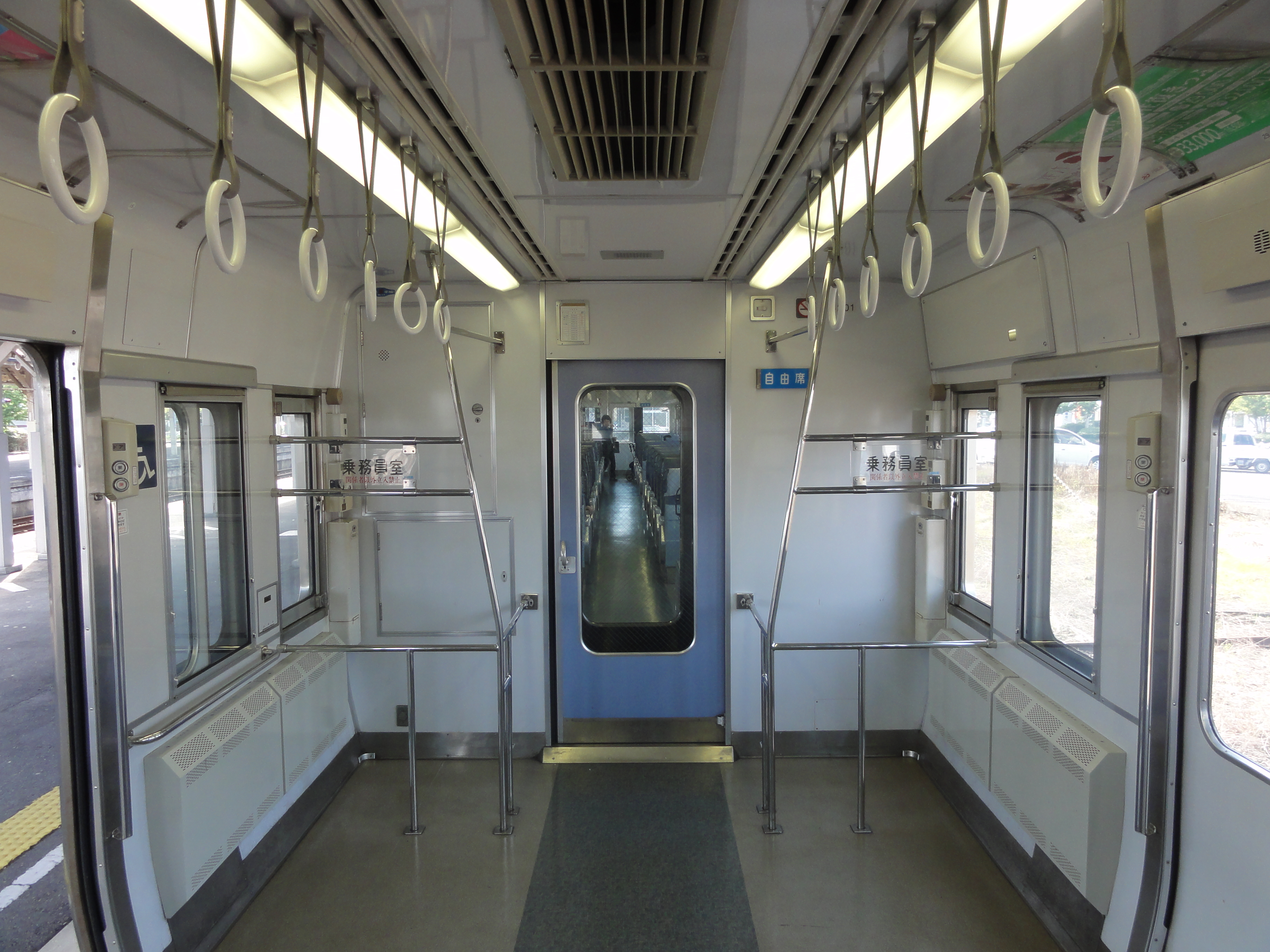
車掌コーナー

## 形式
高松方から6000形（M）- 6200形（T）- 6100形（Tc'）の組成で、MT比1：2（1M2T）の3両固定編成である。6100形側に7000系の制御車7100形（Tc）を連結し、1M3Tの4両編成でも運転可能である。
- 6000形（Mc）

制御電動車で、定員は131名（うち座席56名）である。2両（6001・6002）が在籍する。1両で主回路を構成する1M方式の電動車で、パンタグラフ・主変換装置・補助電源装置を搭載する。3両編成の高松・岡山方に組成される。
- 6100形（Tc'）

制御車で、定員は131名（うち座席56名）である。2両（6101・6102）が在籍する。3両編成の琴平・観音寺方に組成される。
- 6200形（T）

付随車で、定員は136名（うち座席52名）である。2両（6201・6202）が在籍する。車端部に車椅子スペース・トイレ・車掌コーナーを設け、床下には空気圧縮機（CP）を装架する。

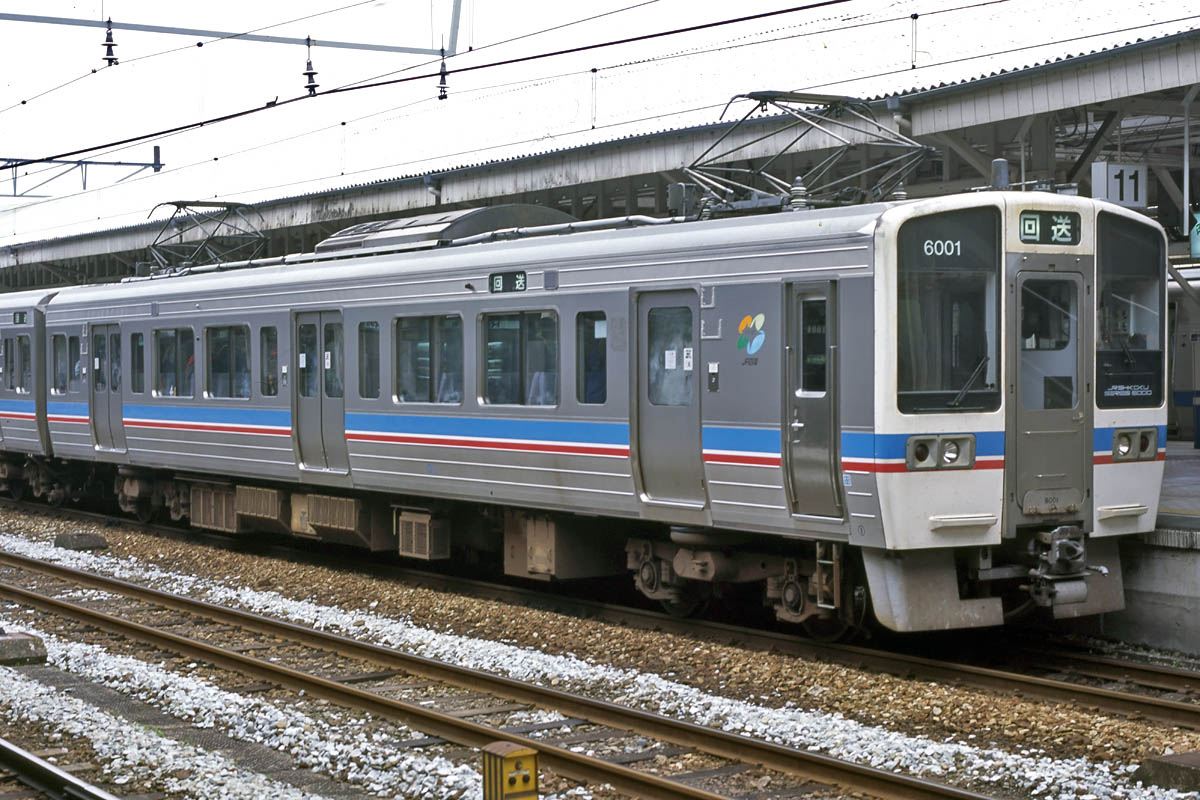
6000形 6001 （2001年1月13日 岡山駅）
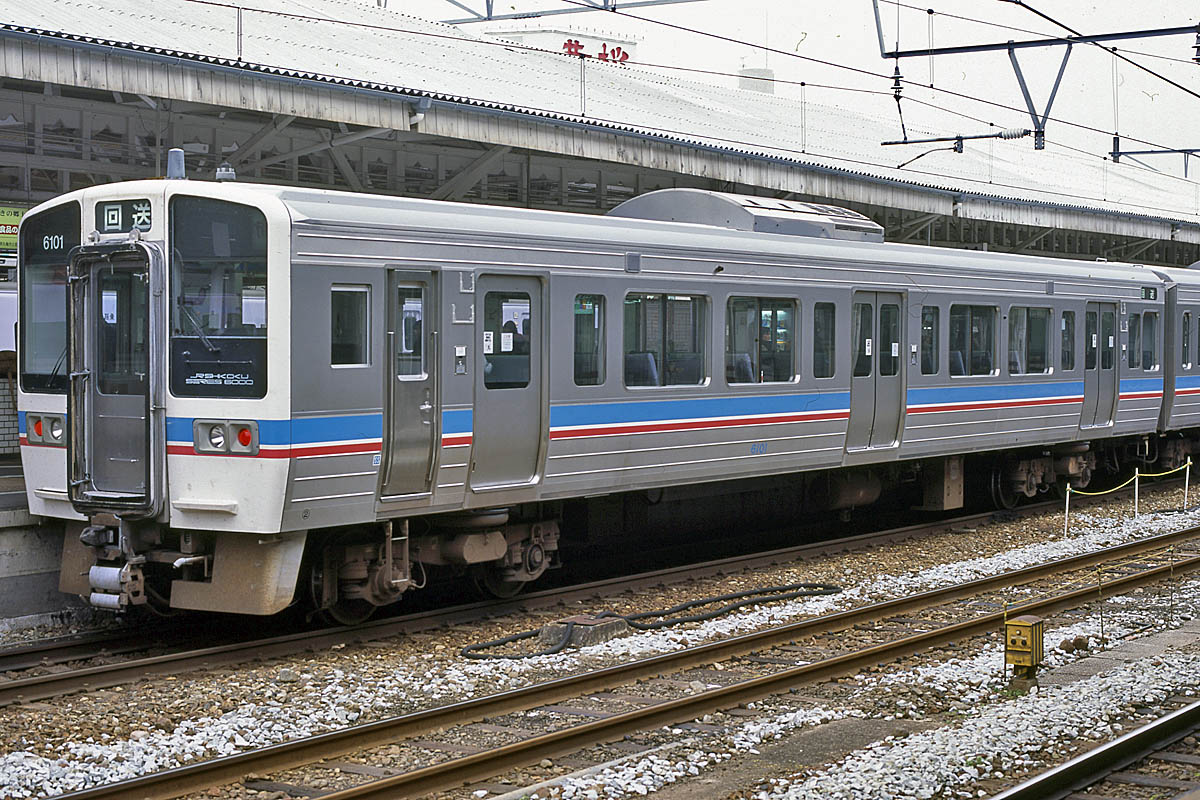
6100形 6101 （2001年1月13日 岡山駅）
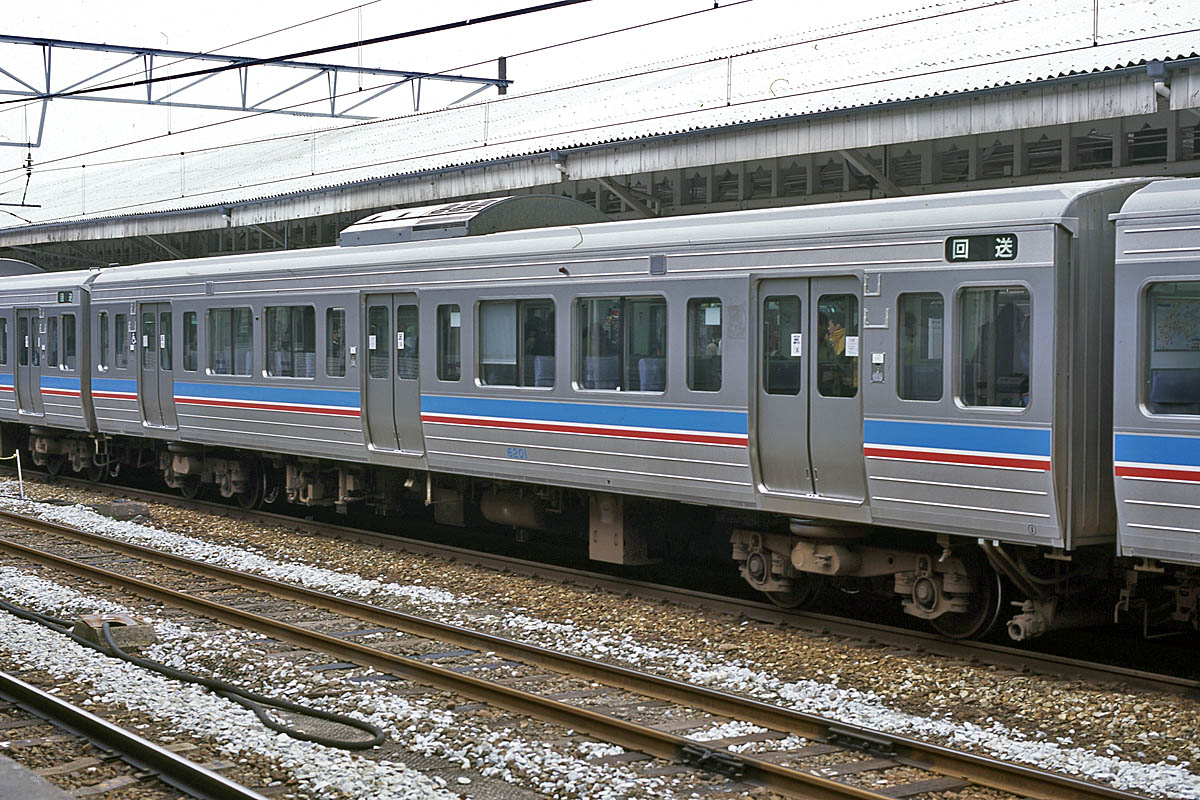
6200形 6201 （2001年1月13日 岡山駅）

| ← 高松・岡山伊予西条・琴平 → | ← 高松・岡山伊予西条・琴平 → | ← 高松・岡山伊予西条・琴平 → | ← 高松・岡山伊予西条・琴平 → |
| ---------------------------- | ---------------------------- | ---------------------------- | ---------------------------- |
| 形式                         | ◇ ◇ 6000形 （Mc）            | 6200形 （T）                 | 6100形 （Tc'）               |
| 定員                         | 131                          | 136                          | 131                          |

## 運用の変遷
2024年（令和6年）4月1日現在、全車が高松運転所に配置されている。6000系単独のほか、快速「サンポート」のうちの高松駅 - 伊予西条駅間運行の1往復は、6100形側に7000系7100形を連結した4両編成で運行する。なお本系列は予備車がないため、故障・検査時は7000系3両あるいは7000系1両+7200系2両の3両で運用される。
以下の区間で普通列車や快速「サンポート」として使用されている。
- 予讃線（高松駅 - 伊予西条駅）[7]
- 土讃線（多度津駅 - 琴平駅）[7]

瀬戸大橋線の観音寺駅 - 岡山駅間で運用していた111系をそのまま置き換える形で運用を開始した。
2000年（平成12年）、JR東日本より譲受した113系が瀬戸大橋線の普通列車に充当されることとなり一旦瀬戸大橋線での運用は消滅した。その後、長らく本州方面への運用は無かったが、2016年（平成28年）3月26日のダイヤ改正より再度瀬戸大橋線の運用が復活した。
その後、2019年（平成31年）3月16日のダイヤ改正で観音寺駅・琴平駅 - 岡山駅間を直通する普通列車が全て廃止（本州側は児島駅折り返し、四国側は高松行きへ変更）となり、再び瀬戸大橋線での運用は消滅した。
1999年（平成11年）春頃、当時のヒット曲『だんご3兄弟』にあやかって「3兄弟電車」として運転された。電車を3兄弟に見立てた絵を描いたヘッドマークを装着し、6000形には「力もちの長男」、6200形には「人にやさしい次男」、6100形には「ときには先頭三男」と、それぞれのキャッチフレーズを車体に掲示していた。

## 編成表
2024年（令和6年）4月1日現在
- 全車日本車輛製造で製造
- 全車高松運転所に所属

| ← 高松・岡山伊予西条・琴平 → | ← 高松・岡山伊予西条・琴平 → | ← 高松・岡山伊予西条・琴平 → | ← 高松・岡山伊予西条・琴平 → | ← 高松・岡山伊予西条・琴平 → |
| ---------------------------- | ---------------------------- | ---------------------------- | ---------------------------- | ---------------------------- |
| 6000 （Mc）                  | 6200 （T）                   | 6100 （Tc'）                 | 落成日                       | 備考                         |
| 6001                         | 6201                         | 6101                         | 1996/03/27                   |                              |
| 6002                         | 6202                         | 6102                         | 1996/03/27                   |                              |